# جوناس ريفيرا
جوناس ريفيرا (بالإنجليزية: Jonas Rivera)‏ هو منتج أفلام أمريكي، ولد في القرن العشرين في Castro Valley, California ‏ في الولايات المتحدة.

## وصلات خارجية
- جوناس ريفيرا على موقع IMDb (الإنجليزية)
- جوناس ريفيرا على موقع بوكس أوفيس موجو (الإنجليزية)
- جوناس ريفيرا على موقع قاعدة بيانات الفيلم (الإنجليزية)